# 卡帕爾河
45°16′44″N 78°50′06″E / 45.279°N 78.835°E
卡帕爾河是哈薩克斯坦的河流，位於該國東南部，流經阿拉木圖州，處於首都努爾-蘇丹東南面900公里，河口處在巴爾喀什湖以南平原。

## 外部連結
- Kopal sa Geonames.org (cc-by); post updated 1994-03-01; database download sa 2015-05-23